# ریکیتو اینوه
ریکیتو اینوه (انگلیسی: Rikito Inoue؛ زادهٔ ۹ مارس ۱۹۹۷) بازیکن فوتبال اهل ژاپن است.